# Diplazium laxifrons
Diplazium laxifrons är en majbräkenväxtart som beskrevs av Eduard Rosenstock.
Diplazium laxifrons ingår i släktet Diplazium och familjen Athyriaceae. Inga underarter finns listade i Catalogue of Life.

## Bildgalleri

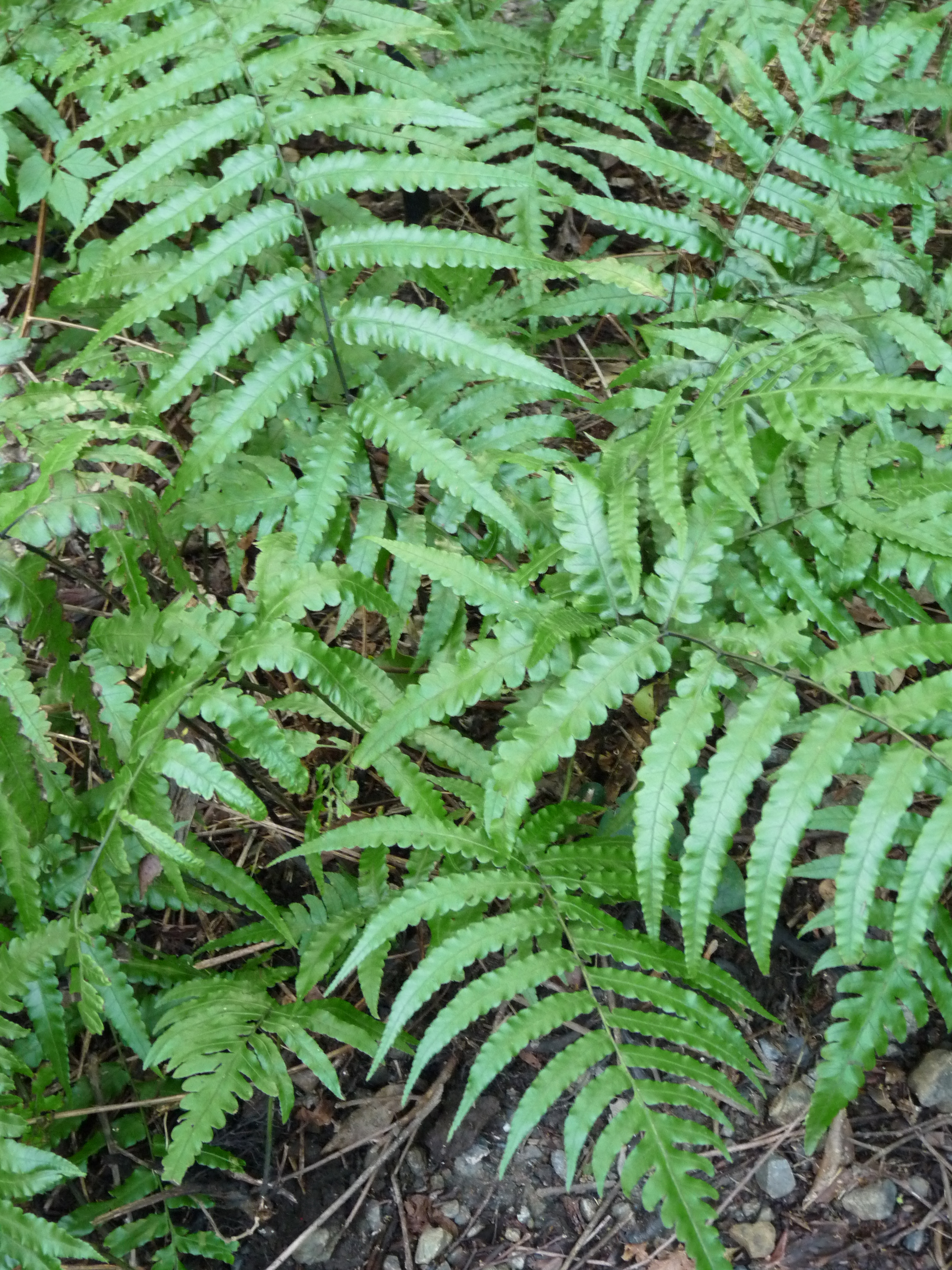